# Das kleine und das große Glück
Das kleine und das große Glück ist ein deutscher Gegenwartsfilm der DEFA von Martin Hellberg aus dem Jahr 1953.

## Handlung
Für den Bau eines Kupferbergwerks im Römertal, das bereits in neun Monaten fertiggestellt sein und die Abhängigkeit von Kupferimporten aus der BRD beenden soll, muss schnellstmöglich eine Straße vom zukünftigen Bauort zum Hafen fertiggestellt werden. An der Straße arbeiten bisher die 1. Jugendbrigade unter der Leitung von Erika Brandt und eine erfahrene Brigade von Arbeitern unter der Leitung von Anton Nowatzki. Gerade wurde die Jugendbrigade in der Zeitung für ihre langsame Arbeitsweise kritisiert, doch fehlt ihr Erfahrung und Baumaterial. Bauleiter Stockberger, genannt „Rübezahl“, kritisiert jedoch auch die Einstellung der Brigade, die ihre Zeit mit Spielereien vertrödeln würde. Da der Straßenbau durch die Regierung plötzlich höchste Priorität erhält und die Fertigstellungszeit um ein Drittel verkürzt wurde, wird der Jugendbrigade der erfahrene Schachtmeister Karl Schwalk zugeteilt. Ihn hatten die Jugendlichen zuvor in der Zeitung bewundert und auch Erika, die sonst eher spröde ist, könnte ihn sich als Freund vorstellen.
Karl Schwalk erscheint auf der Baustelle und macht zuerst Bekanntschaft mit seinem Kriegskameraden Karrer, der ihn bei der Witwe Schenk und damit außerhalb der Brigadenbaracken unterbringt. Karls Ankunft löst unter den unerfahrenen Arbeitern Euphorie aus und führt dazu, dass die Jugendlichen vor dem Parteisekretär Buchner durchsetzen, die Arbeit als Wettbewerb zwischen den Brigaden Brandt und Nowatzki durchzuführen. Buchner stimmt zu, auch wenn Stockberger dagegen ist. Der Wettbewerb führt zu einem regen Arbeitsgeschehen. Nach der Arbeit wiederum kommen sich Karl und Erika näher, auch wenn seine forsche Art sie überrascht.
Bei Straßenabschnitt 4 bekommt die Brigade Nowatzki Probleme, zieht sich doch eine Schlamm-Ader durch den Straßenverlauf. Der Abschnitt muss tief ausgekoffert werden, wodurch die Brigade zurückfallen würde. Erikas Brigade stellt einige Arbeiter als Solidaritätsbrigade ab, wodurch beide Brigaden die Mehrarbeit zu gleichen Teilen erledigen. Die Arbeit geht schnell voran, doch zeigt sich nach einiger Zeit, dass die Schlamm-Ader durch einen Knick in Abschnitt 7 von Erikas Brigade verläuft. Karl jedoch will keine Hilfe von der anderen Brigade. Um ein Rückfallen seiner Brigade im Wettbewerb zu verhindern, lässt er den betroffenen Streckenabschnitt nur auf 2,5 Meter Tiefe auskoffern und eine Kieslage als Trennschicht auffüllen. Stockberger reagiert wütend auf den Pfusch, doch zeigt sich Karl überheblich. Er übernimmt die Verantwortung für die Straße, zumal ein erster Belastungstest zeigt, dass der Abschnitt 7 hält. Stockberger zieht sich wütend und resignierend zurück und beantragt schließlich seine Abberufung von der Baustelle. Er will nach Rostock gehen und beim Bau des dortigen Hafens helfen.
Es folgt eine kurze Regenzeit, dem der Abschnitt 7 standhält. Der Mai kommt und damit auch eine erste Prämienvergabe im Wettbewerb. Neben Karl wird auch Erika mit einer Prämie bedacht. Beide tanzen beim Maitanz zusammen. Als Karl jedoch während eines Spaziergangs zudringlich wird, flieht Erika. Am nächsten Tag hält sie ihn auf der Baustelle auf Distanz und meint, er wolle stets nur mit dem Kopf durch die Wand – sei es bei der Arbeit oder in der Liebe. Er verteidigt sich. Einige Zeit später geht erneut Starkregen nieder und Karl bemerkt bei einem Kontrollgang, dass Abschnitt 7 aufweicht. Eine zweite Streckenabnahme wird angesetzt. Weil sich der eigentliche Fahrer des LKW weigert, die Straße zu befahren, setzt sich Karl ans Steuer. Die Straße hält, doch statt den Wagen abzustellen, wendet Karl und fährt übermütig die Straße noch einmal ab. Die Straße in Abschnitt 7 bricht ab, wie Bauleiter Stockberger es befürchtet hatte. Bei der folgenden Arbeitssitzung wird Karl mit Vorwürfen überhäuft und auch Karrer, vor dem Karl gewarnt wurde, zu dem er jedoch stand, fällt ihm in den Rücken. Karl flieht, doch Karrer wird als Opportunist von der Baustelle gejagt. Stockberger wiederum erkennt, dass er sich nicht hätte zurückziehen dürfen, als er Karls Fehlentscheidung bemerkte. Er bleibt auf der Baustelle und übernimmt erneut die Bauleitung. Die Jugendbrigade macht sich an die Reparatur der Schäden. Während Karrer in den Westen flieht, bleibt Karl und erarbeitet im Stillen Verbesserungsvorschläge für besonders schwierige Straßenabschnitte. Er zeigt sie, von Parteisekretär Buchner ermutigt, Stockberger, der den Vorschlägen zustimmt. Für die Umsetzung werden jedoch zusätzliche Männer und auch Materialien benötigt, die am Ende Karl durch seine guten Kontakte zu früheren Arbeitsstellen besorgen kann. Durch sonst unerreichbare Arbeitsmaschinen, die Karl besorgen kann, geht die Arbeit der Brigade so gut voran, dass die Strecke noch vor der geplanten Frist in Anwesenheit einer Regierungsdelegation eingeweiht werden kann. Karl hat nun auch Erika von seinem Charakter überzeugt und beide versöhnen sich.

## Produktion
Das kleine und das große Glück entstand ab 1951. Das Drehbuch wurde auf staatlichen Geheiß hin mehrfach verändert und erhielt so eine pathetisch-propagandistische, in Teilen gar kitschige Note. Der Dreh selbst fand 1953 statt. Die Kostüme schuf Helga Scherff, die Filmbauten stammten von Artur Günther.
Der Aufstand des 17. Juni führte jedoch im Sommer 1953 zu einer Neubewertung dessen, was die Kunst der DDR will und wie. Im Rahmen der 15. Tagung des ZK der SED wurde ein „Neuer Kurs“ beschlossen: Filme sollen unterhaltsamer, vielfältiger und emotionaler werden. Das kleine und das große Glück erlebte am 13. November 1953 im Berliner Kino Babylon und im DEFA-Filmtheater Kastanienallee seine Premiere und wurde ein großer Misserfolg. Die Kritik verriss ihn, galt die Darstellung – „Schemen, Puppen, Phrasen – oft Kitsch in höchster Potenz“ – doch als veraltet und lächerlich. Angesichts der Kritikerempörung versuchte Regisseur Hellberg, sich das Leben zu nehmen.
Das kleine und das große Glück lief nur kurze Zeit in den Kinos der DDR und wurde bereits am 27. Dezember 1953 auf DFF 1 im Fernsehen gezeigt. Aufgrund einiger weniger Parallelen zum schwedischen Spielfilm Sie tanzte nur einen Sommer erhielt der Film von Spöttern den inoffiziellen Titel Sie schippte nur einen Sommer.
Im Film sind die Titel Das Lied vom Glück von Günter Kochan und das Lied der Jugendbrigade von André Asriel zu hören. Es war das Spielfilmdebüt von Kameramann Werner Bergmann.

## Kritik
Die zeitgenössische Kritik merkte an, dass der Film statt „des fröhlichen Ausflugs mit leichtem Gepäck […] die Versuchsfahrt eines Schwerlastzuges mit Rekordfracht an ideologischem Stückgut“ zeige. Der Film sei klischeehaft, die Figuren seien stereotyp angelegt, so wirke Karl im Film wie ein „dämonischer Schuft der Nazizeit“ während Erika wie ein „kleinbürgerliches Gänschen“ erscheine. Es fehle jeder zwischenmenschliche Aspekt im Film, der das im Titel benannte „kleine Glück“ nur oberflächlich streife.
Der film-dienst nannte den Film rückblickend einen „schablonenhafte[n], völlig unrealistische[n] Gegenwartsfilm […] Bestenfalls als dokumentarischer Beleg für eine den Theorien des ‚sozialistischen Realismus‘ angepasste ‚Filmkunst‘ brauchbar.“